# Tiggiano
Tiggiano est une commune italienne de la province de Lecce, dans la région des Pouilles.

## Administration
| Période                                  | Période  | Identité                 | Étiquette       | Qualité |
| ---------------------------------------- | -------- | ------------------------ | --------------- | ------- |
| 07/06/2009                               | En cours | Ippazio Antonio Morciano | (liste civique) |         |
| Les données manquantes sont à compléter. |          |                          |                 |         |

### Communes limitrophes
Alessano, Corsano, Tricase.

## Personnalités liées
- Marie Noppen de Matteis (1921-2013), artiste peintre italienne.